# Escuta Aqui Rapaz
"Escuta Aqui Rapaz" é um single da cantora de música pop brasileira Kelly Key, sendo o primeiro lançado em seu terceiro álbum em estúdio, o homônimo Kelly Key. Lançada oficialmente em 19 de abril de 2005.

## Composição e desenvolvimento
Composta por Umberto Tavares e Matheus Santos em parceria com o cantor e compositor Gustavo Lins, conhecido por trabalhos prestadas a inúmeros cantores como Mariana Aydar e Wanessa Camargo e considerado um dos maiores compositores da atualidade, a canção explora o tema da garota que dispensa o namorado após o rapaz insinuar-se para sua melhor amiga, que acaba por contar para a garota.. A canção passou para os estúdios onde foi produzida pelo DJ Cuca, explorando a sonoridade entre o pop, com elementos de Dance-pop e Teen pop.

## Divulgação e Desempenho
A canção teve sua performance de estreia na televisão em 22 de maio de 2005 no programa Domingo Legal, comandado pelo apresentador Gugu Liberato. A cantora ainda passou por programas como Caldeirão do Huck, Domingão do Faustão, Programa da Hebe e Raul Gil. Sua estréia na rádio ocorreu pela Mix FM, passando posteriormente para outras rádios como Jovem Pan, Dumont FM, dentre outas.

## Recepção crítica
A canção recebeu críticas mistas. A Folha de S. Paulo classificou a canção como "à desejar sobre os antigos trabalhos", mas acrescentou dizendo que a canção tem "apelo pop para o sucesso". O Jornal Agora declarou que "com um refrão repetitivo, Kelly Key consegue grudar na mente do jovens mais uma vez". O jornalista Marcos Paulo Bin, do site Universo Musical disse que a canção é um hit certeiro na carreira da cantora e completou dizendo na canção Kelly Key "assume o papel da dominatrix exigente".

## Videoclipe
Gravado em março de 2005, o videoclipe do single foi dirigido por Sérgio Mastrocola, conhecido por dirigir diversos filmes e comerciais publicitários, e Mauricio Eça, conhecido por trabalhar com artistas como Pitty, Detonautas, Marcelo D2 e por ser recordista brasileiro de videoclipes gravados, totalizando ao todo 100 videoclipes dirigidos. O vídeo, rodado na cidade do Rio de Janeiro, mostra Kelly Key em sua casa recebendo a notícia da melhor amiga que seu namorado havia insinuado-se para a garota, alternando com a coreografia do refrão apresentado pela cantoras e a amiga. Em uma segunda parte do vídeo mostra-se Kelly Key com um boneco de vudu, atribuindo feitiçaria ao boneco que acaba por atingir o namorado da garota que, em plena rua, acaba sofrendo os castigos. O videoclipe estreou no Disk MTV em 25 de junho de 2005.

## Controvérsia
Em 25 de julho de 2005, Kelly Key sofreu um processo pelos direitos legais da composição do single. Apesar dos dos créditos de Escuta Aqui Rapaz ter sido dados apenas para Gustavo Lins, Humberto Tavares e Edu Ferreira, uma mulher de nome Verônica Cristina Santos Ferreira registrou queixa policial, afirmando ser a verdadeira compositora da canção. Verônica disse aos policiais ter levado fitas da música para a gravadora Warner Music, responsável pelo lançamento do álbum de Kelly Key e disse se surpreender vendo a cantora cantando sua canção na TV sem ao menos ser creditada e remunerada pela canção. Em declaração, Kelly Key afirmou que a composição chegou às suas mãos através da gravadora, não tendo informações de quem realmente teria composto a canção.